# HNLMS O 3
Le HNLMS O 3 ou Hr.Ms. O 3 est un sous-marin de la classe O 2 de la Koninklijke Marine, destiné à être utilisé dans les eaux territoriales de l'Europe.

## Histoire
Le sous-marin a été commandé le 18 mars 1910. Le 31 décembre 1910, la quille du O 3 est posé à Flessingue au chantier naval de la Damen Schelde Naval Shipbuilding. Le lancement du O 3 a lieu le 30 juillet 1912. À l'automne de cette année-là, des essais ont eu lieu.
 
La mise en service dans la marine est retardée par l'explosion d'une batterie lors des essais du 1er novembre 1912. Le 11 février 1913, le navire est finalement mis en service. Pendant la Première Guerre mondiale, le navire était basé à Flessingue.
Les Pays-Bas étant neutre, il ne prend pas part au conflit.
La reine des Pays-Bas, Wilhelmina, fait une visite au navire à Den Helder le 13 septembre 1914. La visite comprend une plongée au large des côtes de Den Helder.
En 1932, le O 3 est mis hors service.